# Debed (reka)
Debed (armensko Դեբեդ, gruzijsko დებედა Debeda ali azerbajdžansko Tona) je reka na Kavkazu.
Izvira v severni Armeniji v provinci Lori blizu vasi Dseč ob sotočju rek Pambak (na desni) in Dsoraget (z leve). Od tam teče v slikoviti dolini najprej proti severu in za mestom Alaverdi na severovzhod. Pogorje Somčeti se dviga zahodno. Na strmih pobočjih doline Debed je nekaj pomembnih srednjeveških samostanov. Serija se začne 26 kilometrov severno od glavnega mesta pokrajine Wanadsor s samostanom Kobajr pri nekdanjem industrijskem naselju Tumanjan. Nekaj kilometrov naprej je Odsunska cerkev in samostan Sanahin, samostan Hagpat in samostan Akhtala.
Na gruzijski meji se Debed obrne proti zahodu. V bližini velike vasi Sadačlo, ki jo večinoma naseljujejo Azerbajdžanci, je čez nekaj kilometrov naravna meja med Armenijo in Gruzijo. Debed zdaj teče v širokem loku proti severu in pozneje proti vzhodu. Po skupno 176 kilometrih se izliva v Črami, ki se kmalu po azerbajdžanski meji izliva v Kuro. Debed je ena od petih največjih rek v Armeniji.
V Alawerdiju se od leta 1195 preko reke razteza v 18 metrov širokem loku Sanahinski most. Danes velja za najstarejši ohranjen most v Armeniji in je skupaj s samostanom Sanahin na seznamu Unescove dediščine.